# Deborah Frincke
Deborah A. Frincke es una científica estadounidense especializada en seguridad informática. Es la excientífica jefe de seguridad cibernética en el Laboratorio Nacional del Pacífico Noroeste, uno de los laboratorios nacionales del Departamento de Energía de los Estados Unidos, y es la directora de investigación de la Agencia de Seguridad Nacional.
Como directora de investigación, Frincke también es Asesora Científica de la NSA y NSA Innovation Champion. Antes de convertirse en Directora de Investigación, Frincke pasó un año como Comandante de la Escuela Nacional de Criptología y directora de Entrenamiento de la NSA, donde estableció el primer NSA Cyber College y lanzó el Programa GenCyber. Antes de unirse a la NSA en 2011, Frincke tenía una carrera triple que abarcaba la academia, el Jefe de Ciberseguridad de Científicos para el Laboratorio Nacional del Pacífico Noroeste del Departamento de Energía, y lanzó una exitosa startup de ciberseguridad. Es miembro senior del Instituto de Ingenieros Eléctricos y Electrónicos.

## Educación y carrera
Frincke fue educada en la Universidad de California (Davis), obteniendo una licenciatura en ciencias de la computación y matemáticas en 1985, un máster en ciencias de la computación en 1989 y un doctorado en ciencias de la computación en 1992. Se convirtió en profesora de ciencias de la computación en la Universidad de Idaho antes de mudarse al Pacific Northwest National Laboratory y luego volver a mudarse en 2011 a la Agencia de Seguridad Nacional.
Frincke es la primera mujer jefa de la dirección de investigación de la agencia, y ha hablado sobre la importancia de diversas perspectivas en la seguridad informática.

## Reconocimientos
En 2017, Frincke ganó el Premio de los Fundadores del Coloquio para la Educación en Seguridad de los Sistemas de Información. Fue elegida como ACM Fellow en 2019 "por sus contribuciones en educación, la práctica de la investigación y el liderazgo de la ciberseguridad". También en 2019, la Facultad de Ingeniería de UC Davis la nombró como una alumna distinguida.